# Swoop (empresa aérea)
Swoop é uma transportadora canadense de custo ultrabaixo (ULCC) de propriedade da WestJet. Foi anunciado oficialmente em 27 de setembro de 2017. e iniciou os voos em 20 de junho de 2018. A companhia aérea tem sede em Calgary e foi batizada em homenagem ao desejo da WestJet de "mergulhar" (ou pular) no mercado canadense com um novo modelo de negócios. Pouco depois do lançamento, a WestJet anunciou que Swoop não seria baseado em Calgary, mas em outro mercado próximo como Edmonton, Abbotsford, Hamilton ou Winnipeg. Em 1 de fevereiro de 2018, Swoop começou oficialmente a vender ingressos ao público, anunciando Aeroporto Internacional John C. Munro Hamilton como sua base principal e Aeroporto Internacional de Edmonton como sua base ocidental. Em outubro de 2020, o Swoop mudou sua base oriente para o Aeroporto Internacional Pearson de Toronto.

## História
Em abril de 2017, a WestJet anunciou que estava planejando lançar uma nova companhia aérea para entrar no crescente mercado de transportadora de custo ultrabaixo (ULCC) e competir com a NewLeaf (agora Flair Airlines). O lançamento da companhia aérea estava planejado no final de 2017, mas em agosto de 2017 foi adiado para junho de 2018 após a mudança para um sistema de reserva de baixo custo. O atraso também permitiu à WestJet reconfigurar aeronaves para Swoop durante a temporada de primavera de 2018.
Swoop foi anunciado oficialmente em 27 de setembro de 2017, e esperava-se que as tarifas básicas fossem 40% mais baixas do que as tarifas da WestJet. Foi anunciado que o Swoop seria lançado com seis aeronaves Boeing 737-800. Os ingressos foram colocados à venda pela primeira vez em 1 de fevereiro de 2018.
Em 20 de junho de 2018, a Swoop oficialmente lançou com duas aeronaves Boeing 737-800 em sua frota. O primeiro voo foi do Aeroporto Internacional John C. Munro Hamilton para o Aeroporto Internacional de Abbotsford, com os passageiros pagando em média US $ 103 pelo voo. O Aeroporto Internacional James Armstrong Richardson de Winnipeg, o Aeroporto Internacional de Edmonton e o Aeroporto Internacional de Halifax Stanfield também foram destinos de lançamento. A frota de 2 aeronaves foi planejada para ser expandida para 6 até o final de 2018 e para 10 em 2019.
Em 2 de agosto de 2018, Swoop anunciou que se tornaria a primeira companhia aérea canadense de custo ultrabaixo a voar para os Estados Unidos, lançando serviço para Las Vegas, Phoenix, Tampa, Orlando e Fort Lauderdale durante o mês de outubro de 2018. No entanto, antes de lançar o serviço em outubro, o Swoop anunciou o serviço para mais quatro destinos mexicanos e caribenhos com lançamento em dezembro de 2018 e janeiro de 2019; Puerto Vallarta, Montego Bay, Cancun e Mazatlan. Em 20 de outubro de 2018, o Swoop atrasou o lançamento dos voos da American até 27 de outubro de 2018, devido à falta de aprovação dos EUA. A partir de abril e maio de 2019, o Swoop começou a lançar o serviço para Londres e Kelowna. Em 24 de junho de 2019, Swoop anunciou Los Cabos como um novo destino, que começou em novembro de 2019. Em 19 de dezembro de 2019, Swoop anunciou três novos destinos sazonais de verão, incluindo Victoria, Kamloops e um destino nos EUA, San Diego. Em 9 de janeiro de 2020, a Swoop expande sua rede da Costa Leste com três novos destinos para St. John's, Charlottetown e Moncton.

## Frota

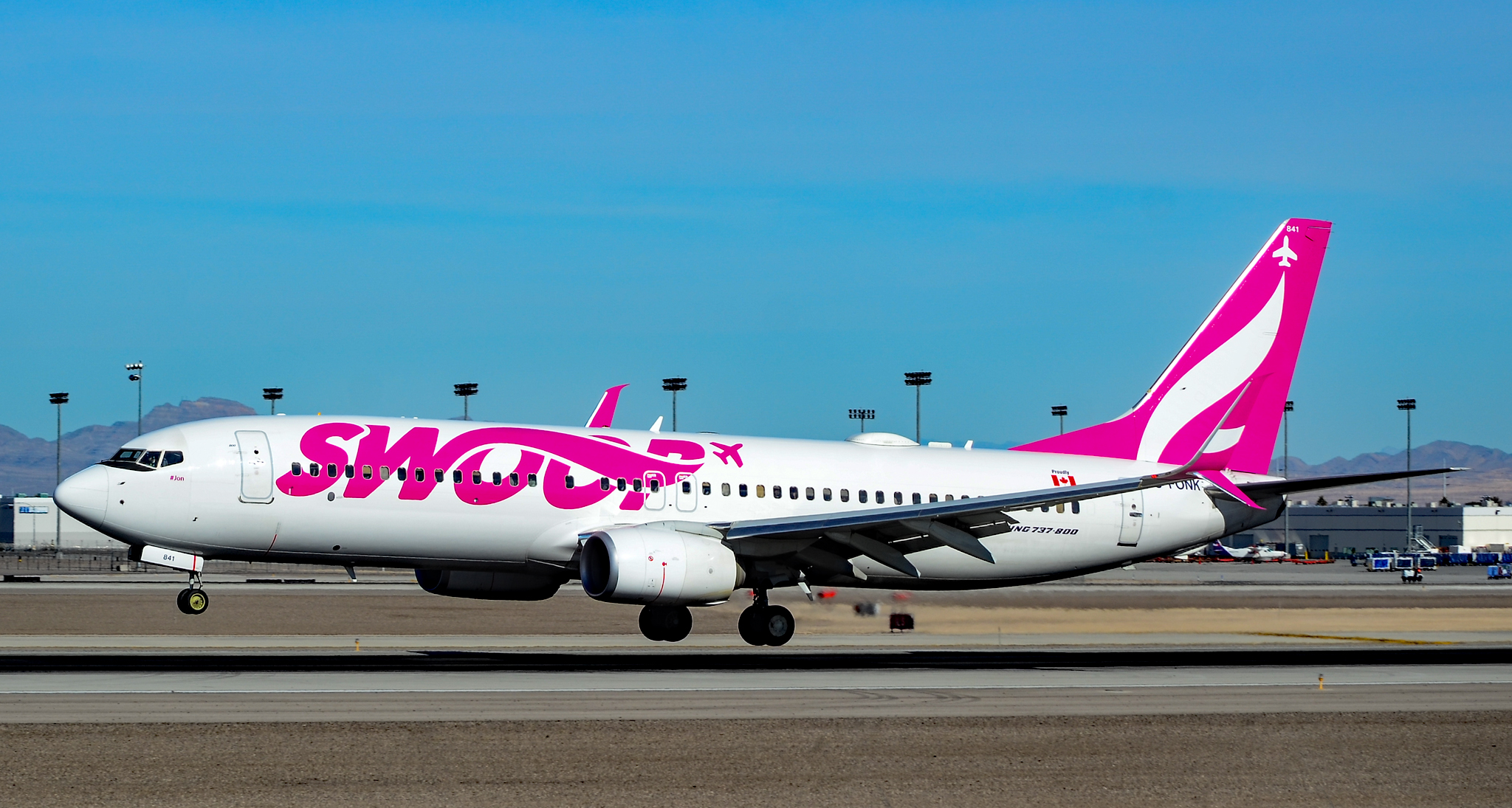
Um Boeing 737-800 da Swoop em 2019

A Swoop opera uma frota composta inteiramente por aeronaves Boeing 737 Next Generation, especificamente o Boeing 737-800. A Swoop planeja operar uma frota de seis aeronaves em 2018, aumentando para 10 aeronaves na primavera de 2020.
| Aeronaves      | Em Serviço | Ordens | Passageiros | Notas |
| -------------- | ---------- | ------ | ----------- | ----- |
| Boeing 737-800 | 9          | 1      | 189         |       |
| Total          | 9          | 1      |             |       |